# Make my day (singel Mai Kuraki)
Make my day – czternasty singel japońskiej piosenkarki Mai Kuraki, wydany 4 grudnia 2002 roku. Osiągnął 2 pozycję w rankingu Oricon i pozostał na liście przez 11 tygodni, sprzedał się w nakładzie 107 899 egzemplarzy. Singel zdobył status złotej płyty.

## Lista utworów
| Nr | Tytuł                        | Słowa      | Kompozycja       | Aranżacja                        | Czas |
| -- | ---------------------------- | ---------- | ---------------- | -------------------------------- | ---- |
| 1. | "Make my day"                | Mai Kuraki | Akihito Tokunaga | Akihito Tokunaga                 | 3:57 |
| 2. | "I don't wanna lose you"     | Mai Kuraki | Akihito Tokunaga | Akihito Tokunaga                 | 4:06 |
| 3. | "Make my day ~M-oZ mix~"     | Mai Kuraki | Akihito Tokunaga | Akihito Tokunaga Remixed by M-oZ | 4:34 |
| 4. | "Make my day ~Instrumental~" |            | Akihito Tokunaga | Akihito Tokunaga                 | 3:57 |

## Notowania
| Lista                       | Pozycja |
| --------------------------- | ------- |
| Oricon Daily Singles Chart  | 1       |
| Oricon Weekly Singles Chart | 2       |
| Oricon Yearly Singles Chart | 94      |